# Mariya Mincheva
Mariya Velichkova Mincheva (7 de febrero de 1952) es una deportista búlgara que compitió en piragüismo en la modalidad de aguas tranquilas.
Ganó una medalla de oro en el Campeonato Mundial de Piragüismo de 1977, en la prueba de K4 500 m. Participó en dos Juegos Olímpicos de Verano en los años 1976 y 1980, su mejor actuación fue un séptimo puesto logrado en Montreal 1976 en la prueba de K2 500 m.

## Palmarés internacional
| Campeonato Mundial | Campeonato Mundial | Campeonato Mundial | Campeonato Mundial |
| Año                | Lugar              | Medalla            | Competición        |
| ------------------ | ------------------ | ------------------ | ------------------ |
| 1977               | Sofía (Bulgaria)   | Medalla de oro     | K4 500 m           |